# خاندان مکابی

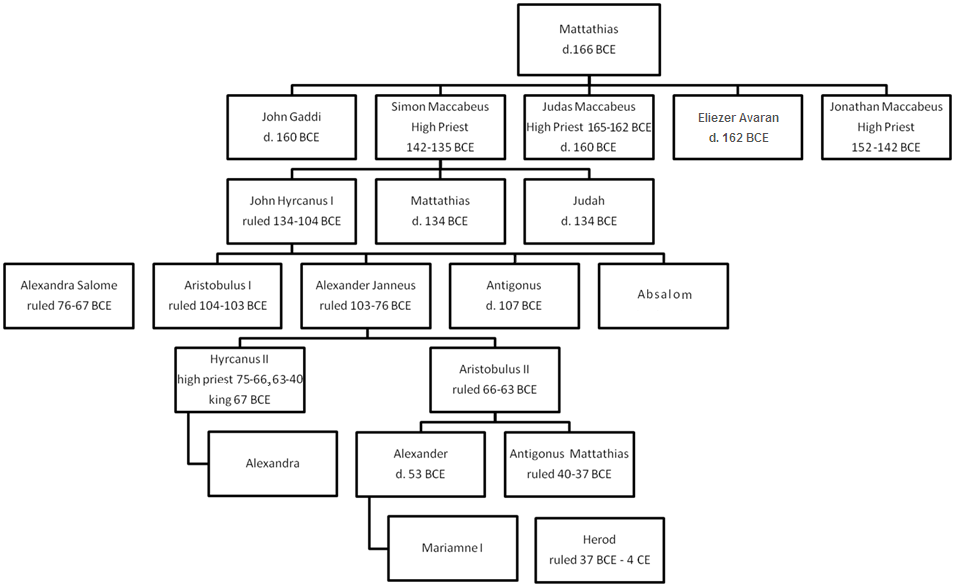
نوادگان متاتیاس

خاندان مکابی یا مکابیان (‎/ˈmækəˌbiːz/‎)، همچنین تلفظ Machabees (عبری: מַכַּבִּים‎، مَخَبیم؛ Makkabbīm یا מַקַבִּים، Maqabbīm; لاتین: Machabaei یا Maccabaei; یونانی باستان: Μακκαβαῖοι، Makkabaioi) نام خاندانی از یهود که در یهودیه بر سلوکیان شوریدند و پادشاهی حشمونی را پایه‌ ریختند. آنان از ۱۶۴ تا ۶۳ پیش از میلاد بر سر کار بودند. مکابیان توانستند مرزهای سرزمین موعود را گسترش دهند، یهودیت را دوباره دین رسمی کشورشان کنند و جلو پیشروی هلنیسم و یهودیت هلنیستی را بگیرند.
یکی از توضیحات در مورد ریشه این لغت که آن را به رسمیت شناختن، کلمه آرامی maqqəḇa به معنی «چکش»، می‌باشد؛ که از خشونت یهودا مکابی در نبرد، گرفته شده‌ است.

## حاکمان حشمونی
- الکساندر یانائوس
- Aristobulus I
- Aristobulus II
- Hyrcanus II
- John Gaddi
- هورکانوس
- Jonathan Apphus
- یهودای مکابی
- متاتیاس
- Salome Alexandra
- شمعون حسمونی